# 河口镇 (陆河县)
河口镇，是中华人民共和国广东省汕尾市陆河县下辖的一个乡镇级行政单位。

## 行政区划
河口镇下辖以下地区：
河口社区、剑门村、麦湖村、枫树村、对门村、营下村、大塘村、新华村、土枝村、高潭村、昂塘村、河新村、云丰村、河口村、北二村、北中村、西湖村、田墩村和北龙村。